# Giuseppe Piccioni

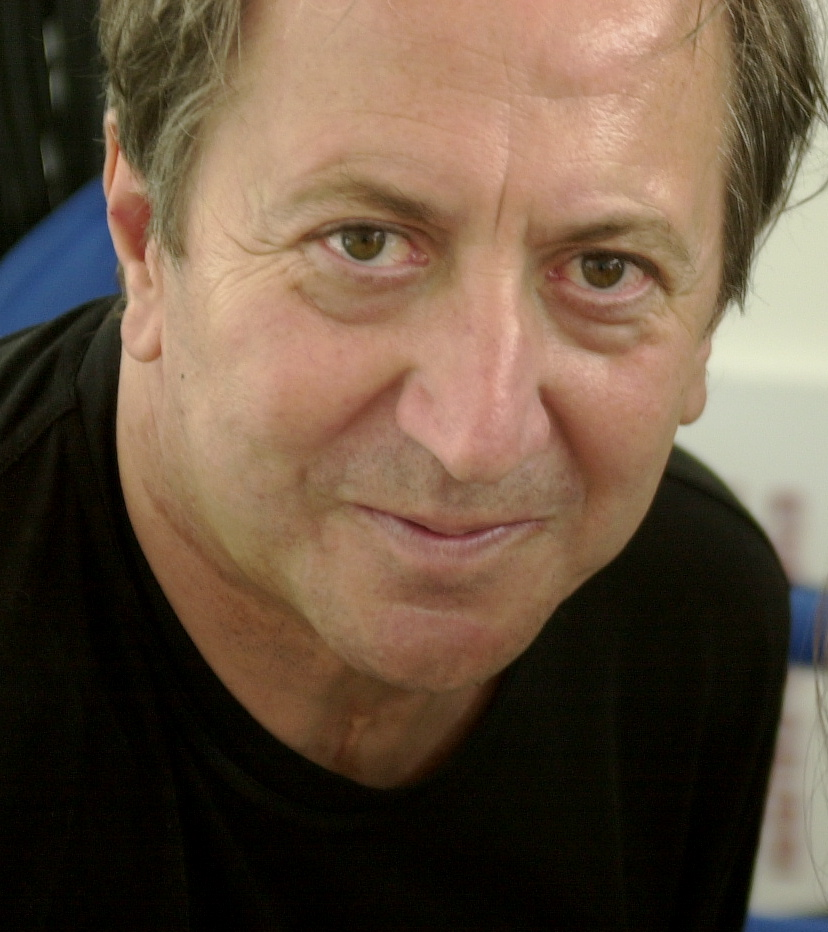
Giuseppe Piccioni

Giuseppe Piccioni (* 2. Juli 1953 in Ascoli Piceno) ist ein italienischer Filmregisseur und Drehbuchautor.

## Leben
Nach einem Studium der Soziologie an der Universität von Urbino besuchte er zwischen 1980 und 1983 die Scuola di cinema Gaumont, eine private Filmschule, die nur wenige Jahre existierte und von Renzo Rossellini jr. geleitet wurde. Danach arbeitete er als Regisseur für Werbe-Filme. 1985 gründete er mit Domenico Procacci die Filmproduktionsfirma Vertigo Film, die 1987 seinen ersten Spielfilm Der große Blek (Il grande Blek) herstellte. Der Film lief bei der Berlinale 1988.
Sein Film Nicht von dieser Welt (Fuori dal mondo) gewann 1999 fünf David di Donatellos und war für vier weitere nominiert. Im Jahr 2001 lief Licht meiner Augen (Luce dei miei occhi) im Wettbewerb der Internationalen Filmfestspiele von Venedig und die beiden Darsteller Luigi Lo Cascio und Sandra Ceccarelli erhielten die Coppa Volpi als Beste Hauptdarsteller.
Das Leben, das ich immer wollte (La vita che vorrei) aus dem Jahr 2004 wurde auf der Berlinale 2005 in der Sektion Panorama gezeigt. 2004 war er einer der Mitbegründer der Liberia del Cinema di Roma, die sich im römischen Stadtteil Trastevere befindet. Sein Film von 2009 Giulia geht abends nie aus (Giulia non esce la sera) gelangte am 1. September 2011 in die deutschen Kinos.

## Filmografie (Auswahl)
- 1987: Der große Blek (Il grande Blek)
- 1999: Nicht von dieser Welt (Fuori dal mondo)
- 2001: Licht meiner Augen (Luce dei miei occhi)
- 2004: Das Leben, das ich immer wollte (La vita che vorrei)
- 2009: Giulia geht abends nie aus (Giulia non esce la sera)
- 2012: Rot und Blau (Il rosso e il blu)
- 2016: Questi giorni

## Auszeichnungen
- 1999: Nicht von dieser Welt (Fuori dal mondo): Silberner Hugo beim Chicago International Film Festival – Bester Film, Großer Preis der Jury beim Montréal World Film Festival – Bester Film, David di Donatello – Bester Film und Bestes Drehbuch
- 2001: Sergio Trasatti Award bei den Internationalen Filmfestspielen von Venedig für Licht meiner Augen (Luce dei miei occhi)